# Estatua ecuestre de Enrique IV

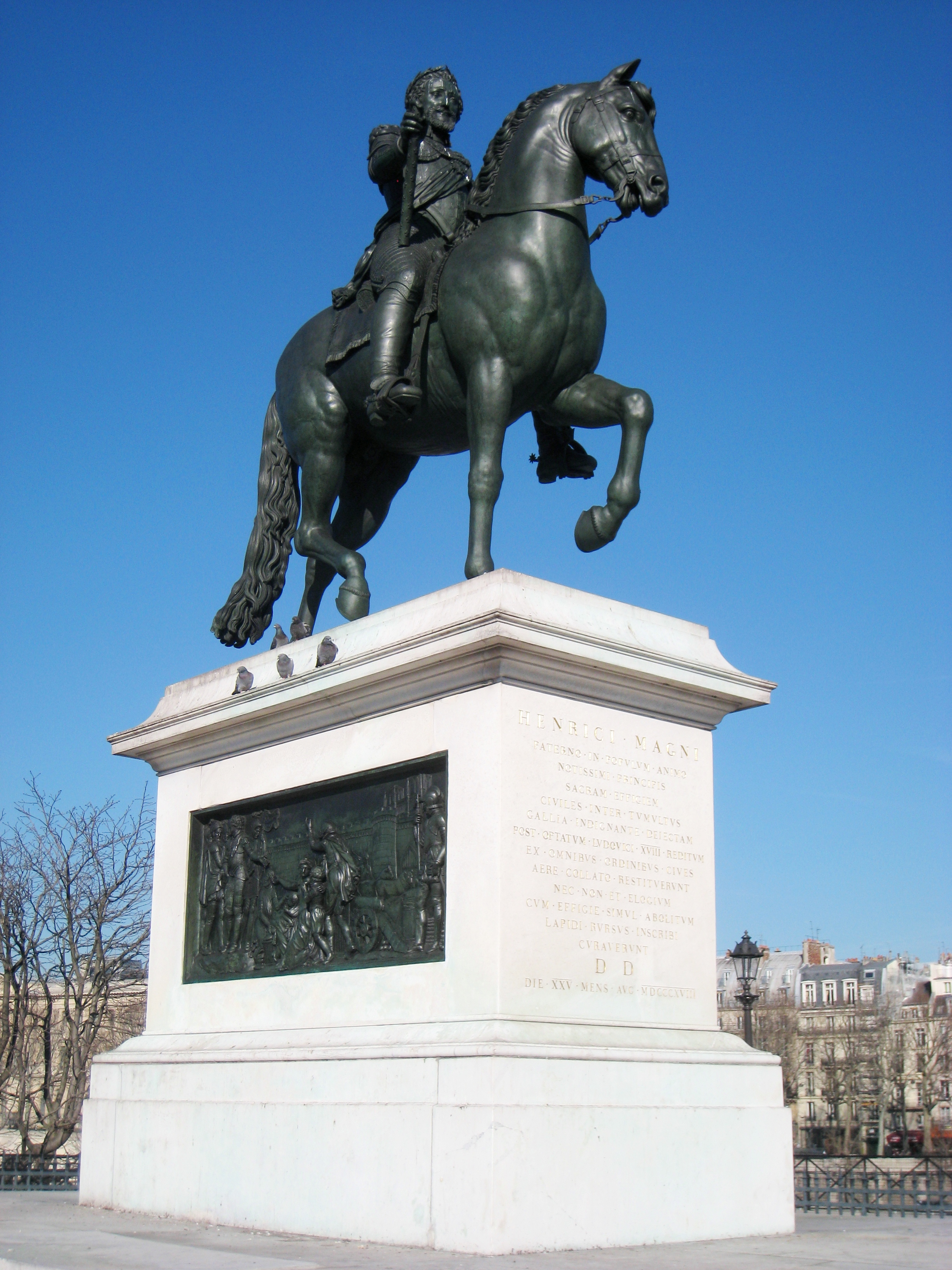

La estatua ecuestre de Enrique IV es un monumento, en forma de estatua ecuestre de bronce, dedicado al rey Enrique IV de Francia, al que representa con armadura, corona de laurel y con un cetro con la flor de lis en la mano derecha, mirando en dirección hacia el quai des Orfèvres, mientras que el caballo mira hacia el quai de l'Horloge. Está situado en una zona del centro histórico de la ciudad de París que tuvo su ordenación urbana durante el reinado de este rey (el Pont Neuf, tras la place Dauphine, prolongada en la rue Dauphine).

## Pedestal e inscripción

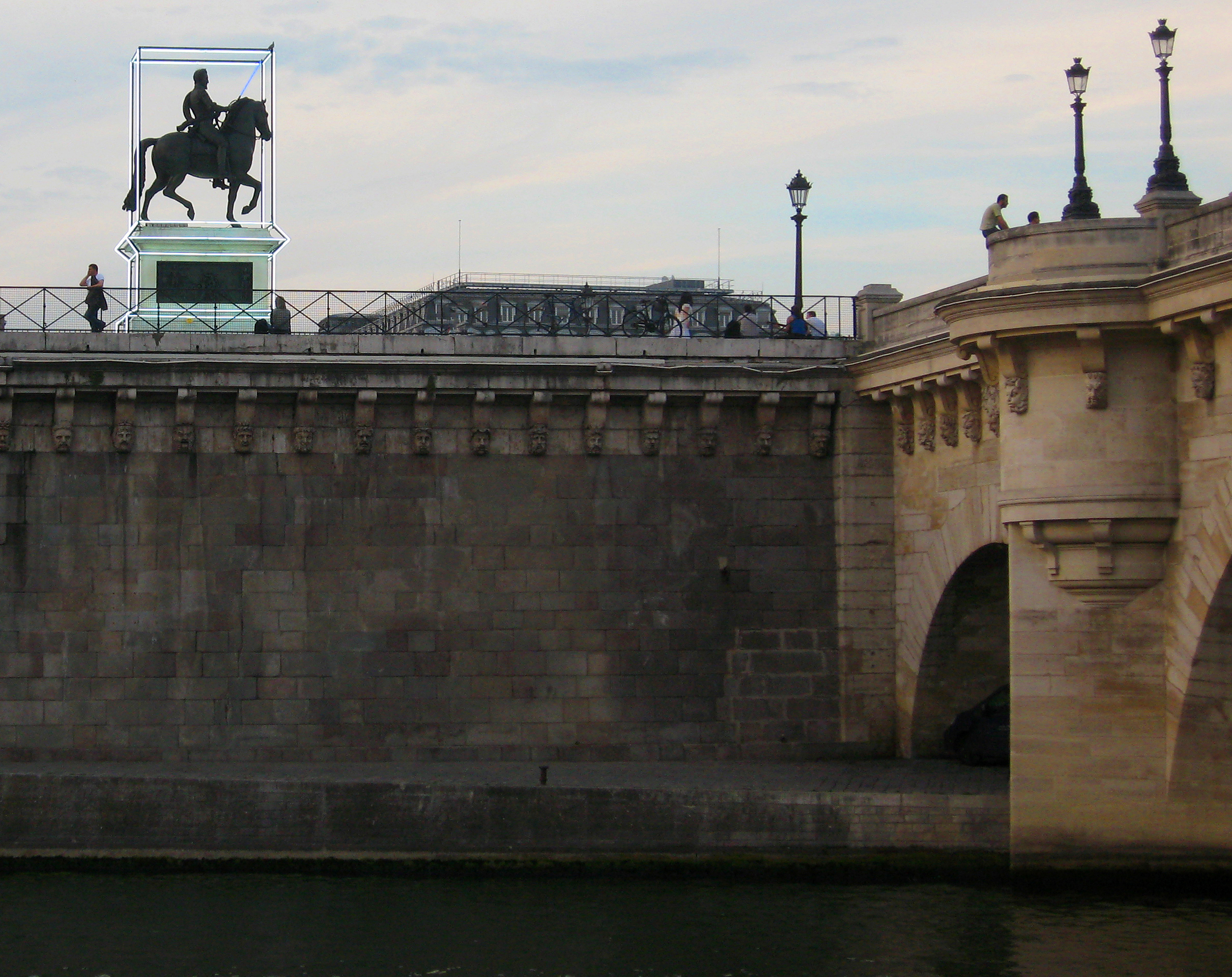

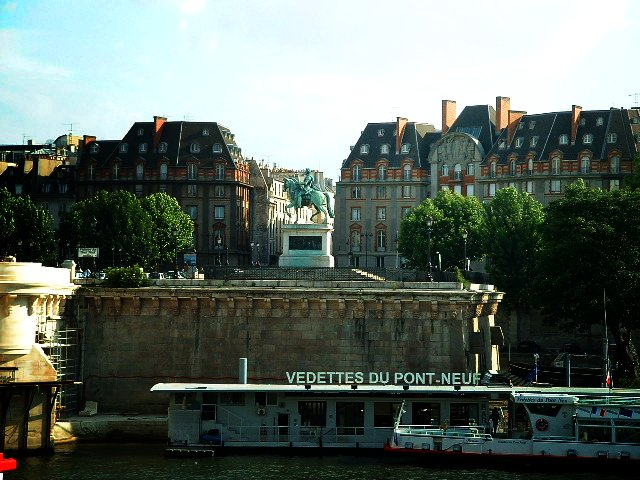

La estatua se levanta sobre un pedestal con bajorrelieves. El de la derecha representa a Henri IV faisant entrer des vivres dans Paris assiégé ("Enrique IV haciendo entrar víveres en el París asediado").
En la parte anterior del pedestal hay esta inscripción en latín:

HENRICI MAGNI

PATERNO IN POPVLVM ANIMO

NOTISSIMI PRINCIPIS

SACRAM EFFIGIEM

CIVILES INTER TVMVLTVS

GALLIA INDIGNANTE DEIECTAM

POST OPTATVM LVDOVICI XVIII REDITIM

EX OMNIBVS ORDINIBVS CIVES

AERE COLLATO RESTITVERVNT

NEC NON ET ELOGIVM

CVM EFFIGIE SIMVL ABOLITIVM

LAPIDI RVRSVS INSCRIBI

CVRAVERVNT

D D

DIE XXV MENS AUG MDCCCXVIII

La reverenciada estatua del muy ilustre rey Enrique el Grande, que había sido un padre para su pueblo, fue derribada, ante la indignación de Francia, en el curso de la Revolución. Tras la ansiada vuelta de Luis XVIII, ciudadanos de todos los órdenes cotizaron y la restablecieron, así como la inscripción honorífica destruida al mismo tiempo que la estatua, que hicieron grabar de nuevo en la piedra. Hecho el 25 de agosto de 1818. (Traducción propia de la Wikipedia en español)

## Localización
La estatua se sitúa en la place du Pont-Neuf, junto al extremo occidental de la île de la Cité. Ocupa el centro de una pequeña explanada situada a mitad del pont Neuf, a la salida de la place Dauphine, dominando la square du Vert-Galant.

## Historia

### Estatua de 1614

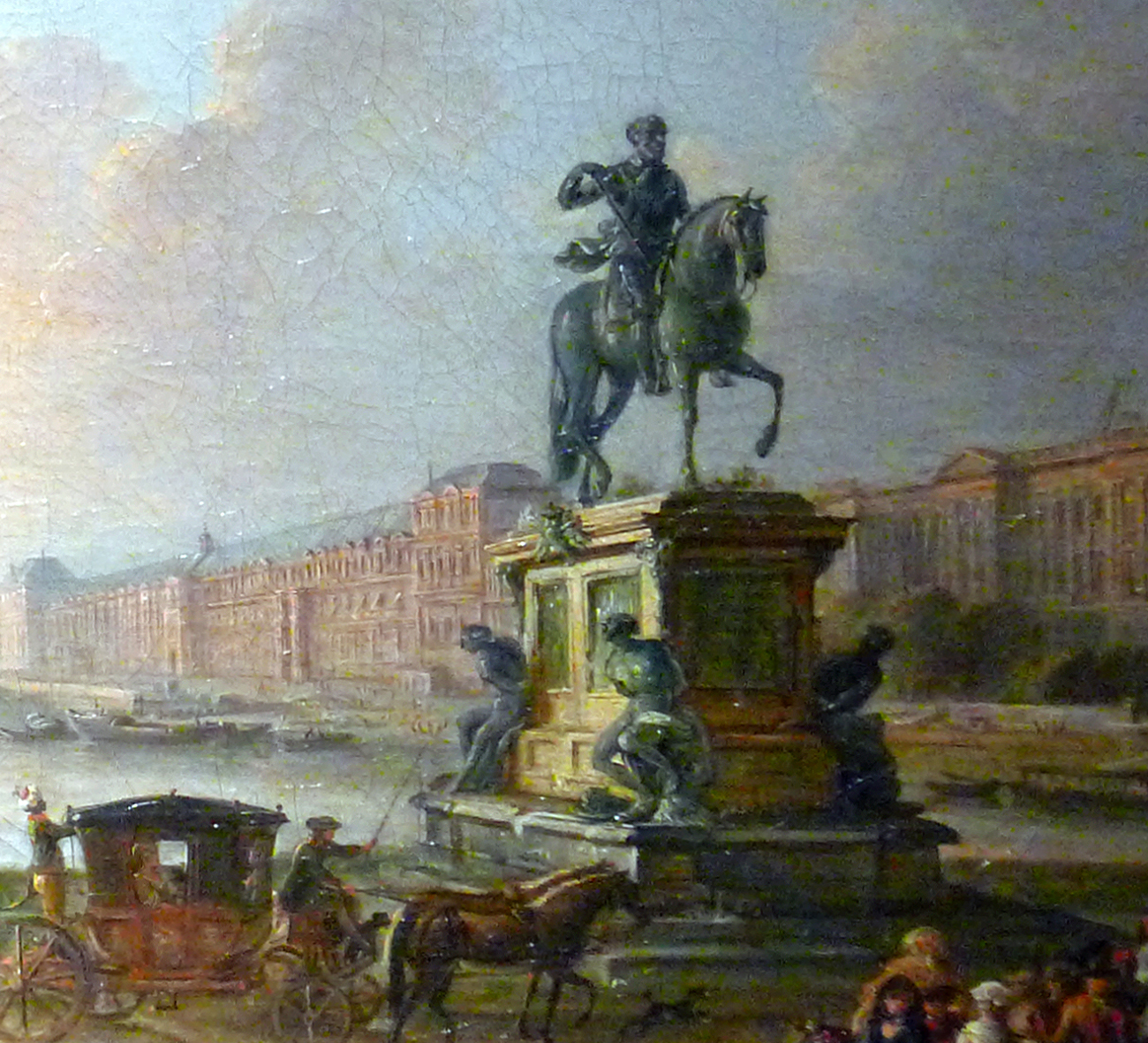
La estatua hacia 1775 (detalle de un cuadro de Jean-Baptiste Lallemand, Musée Carnavalet).

La primera estatua fue ejecutada por Giambologna y Pietro Tacca y formaba parte de la composición de la place Dauphine, habiendo sido inaugurada en 1614. En cada uno de los cuatro ángulos del pedestal había la figura de un cautivo, en estilo manierista, obra de Pierre de Francqueville. Durante la Revolución francesa la estatua fue abatida. Los cautivos se conservan en el Musée du Louvre.

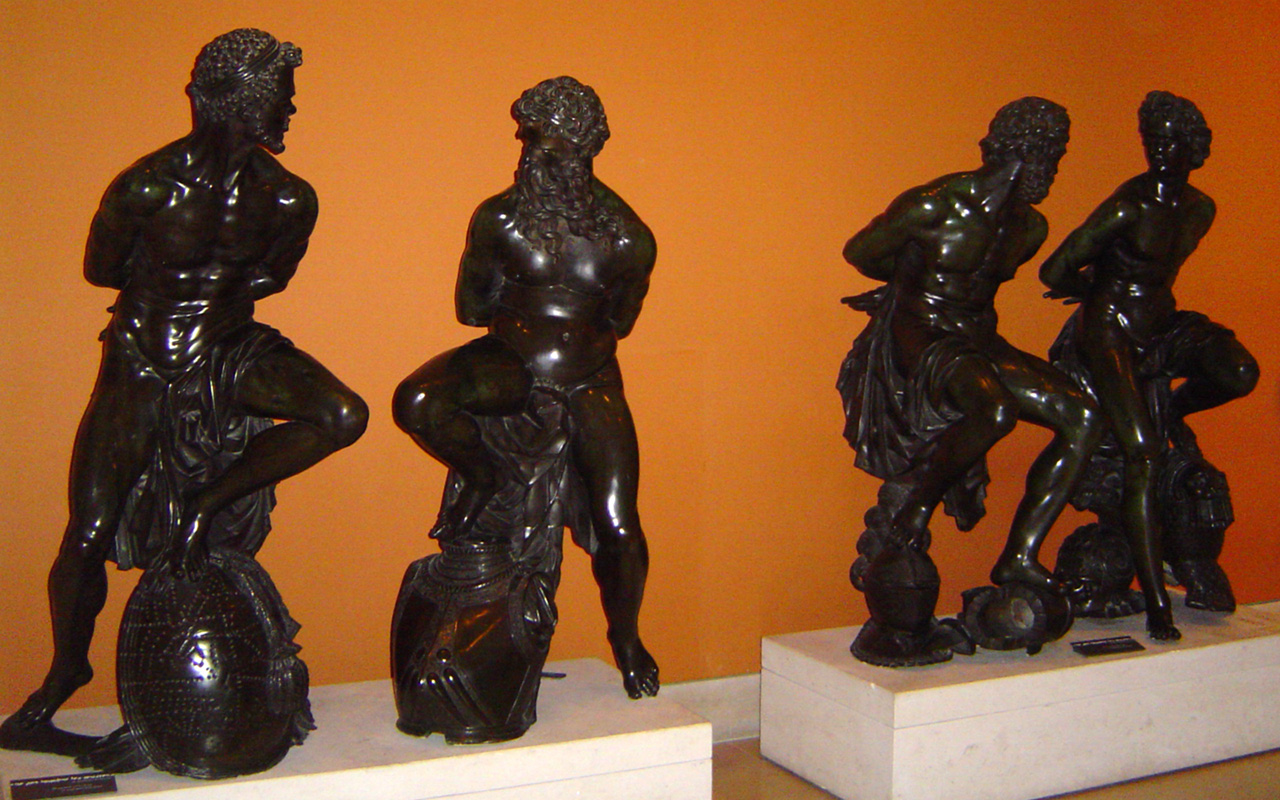
Grupo de los cuatro cautivos.

### Estatua de 1814
El 3 de mayo de 1814, con ocasión de la entrada de Luis XVIII, se erigió una estatua provisional, ejecutada por Henri-Victor Roguier a partir de un molde de uno de los caballos de la Cuadriga de la Puerta de Brandemburgo (que había sido traída a París por Napoleón en 1806, y almacenada en el Hôtel des Menus-Plaisirs, y recuperada por los prusianos en ese mismo año de 1814). El zócalo del efímero monumento llevaba esta inscripción: «Le retour de Louis fait revivre Henri» ("la vuelta de Luis hace revivir a Enrique").

### Estatua de 1818

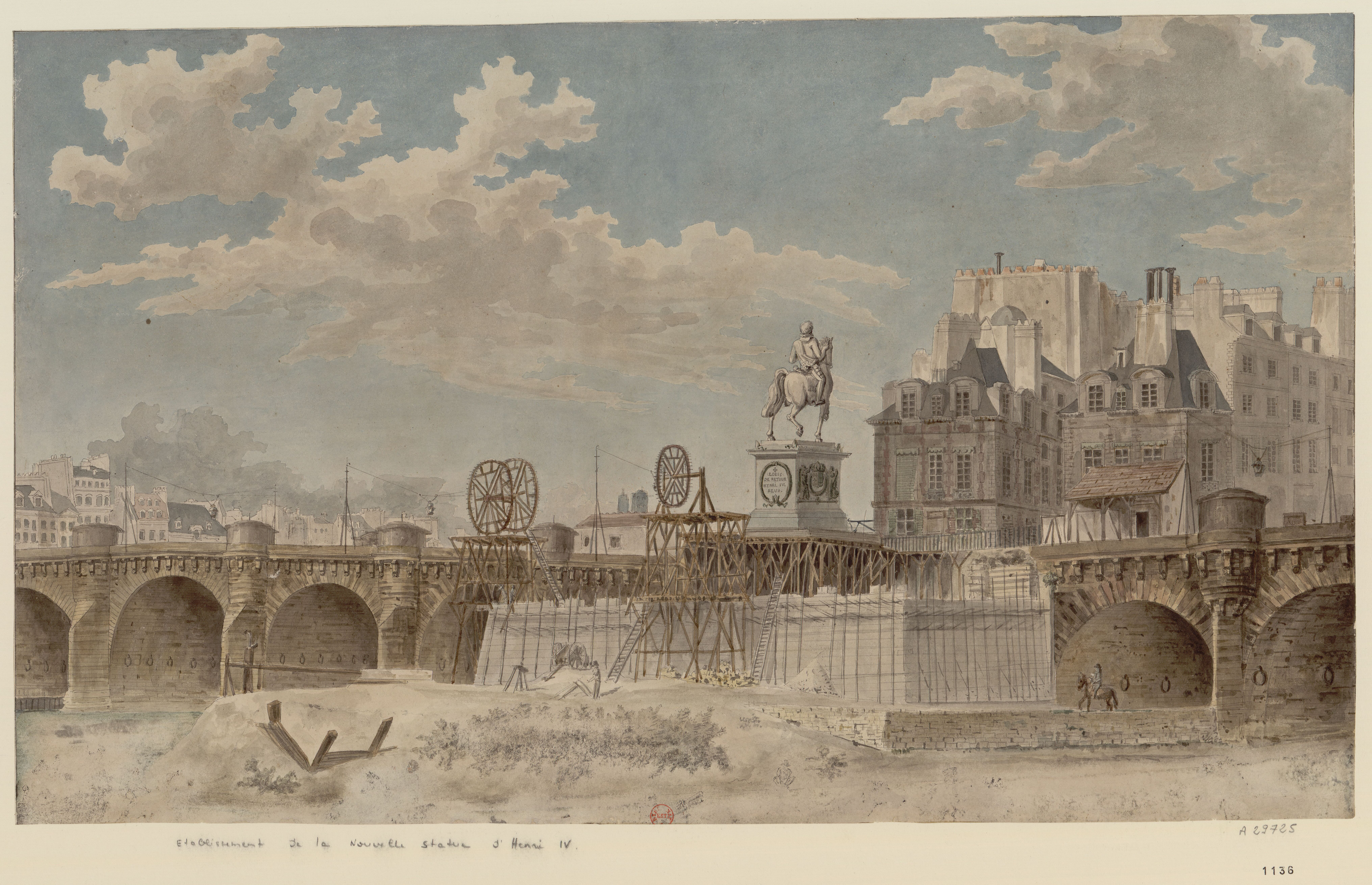
Établissement de la nouvelle statue de Henri IV (dibujo publicado en 1818).

La estatua actual es obra del escultor François-Frédéric Lemot; se inauguró el 25 de agosto de 1818. Con motivo de esta nueva erección, se dispusieron varios objetos en el interior del vientre del caballo: documentos en pergamino relativos a la inauguración, 26 medallas y 3 obras sobre Enrique IV. Hoy se conservan en el Armoire de fer de los Archives nationales en el Musée de l'histoire de France.
En 1992 se la incluyó entre los monumentos históricos de Francia.

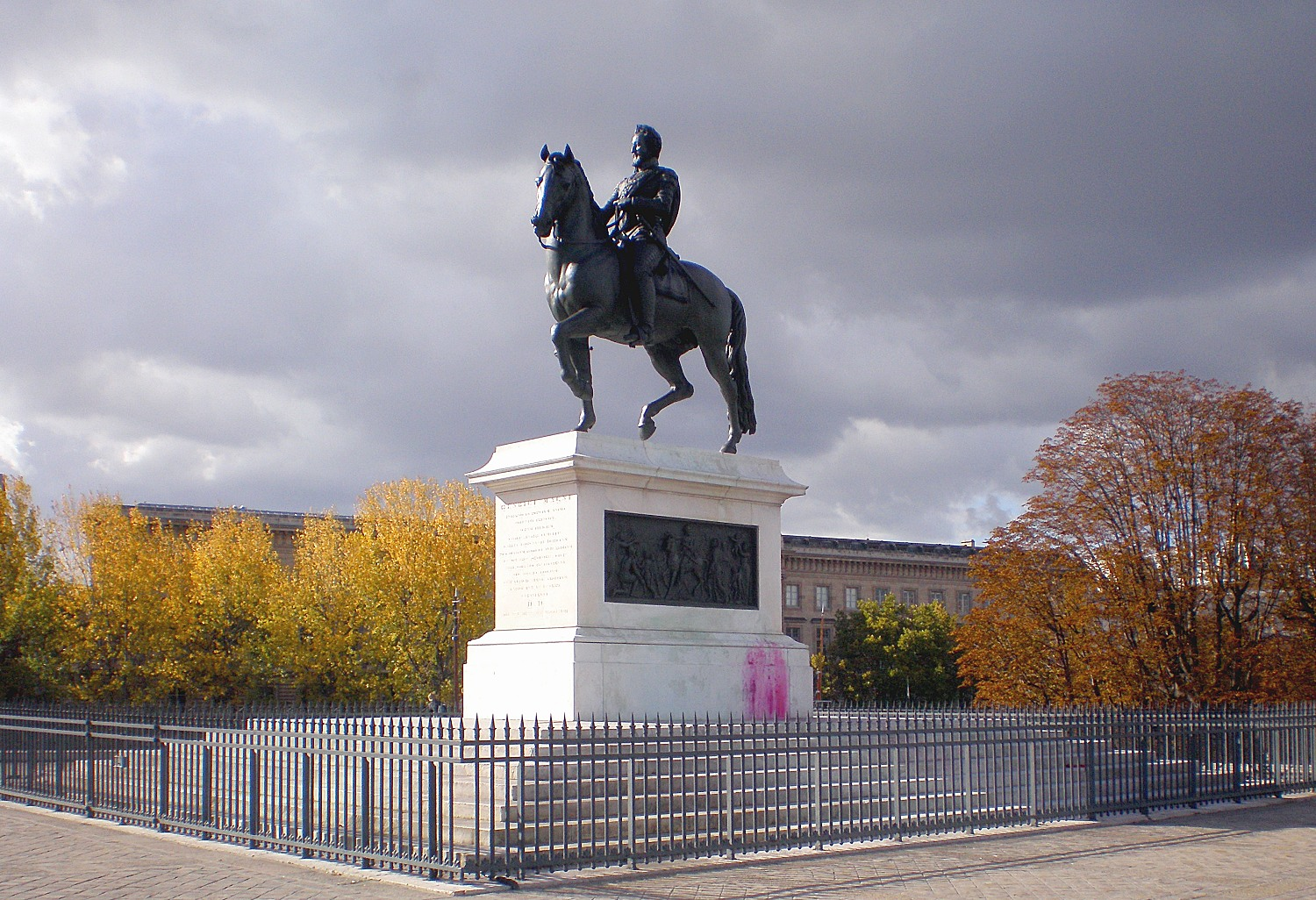
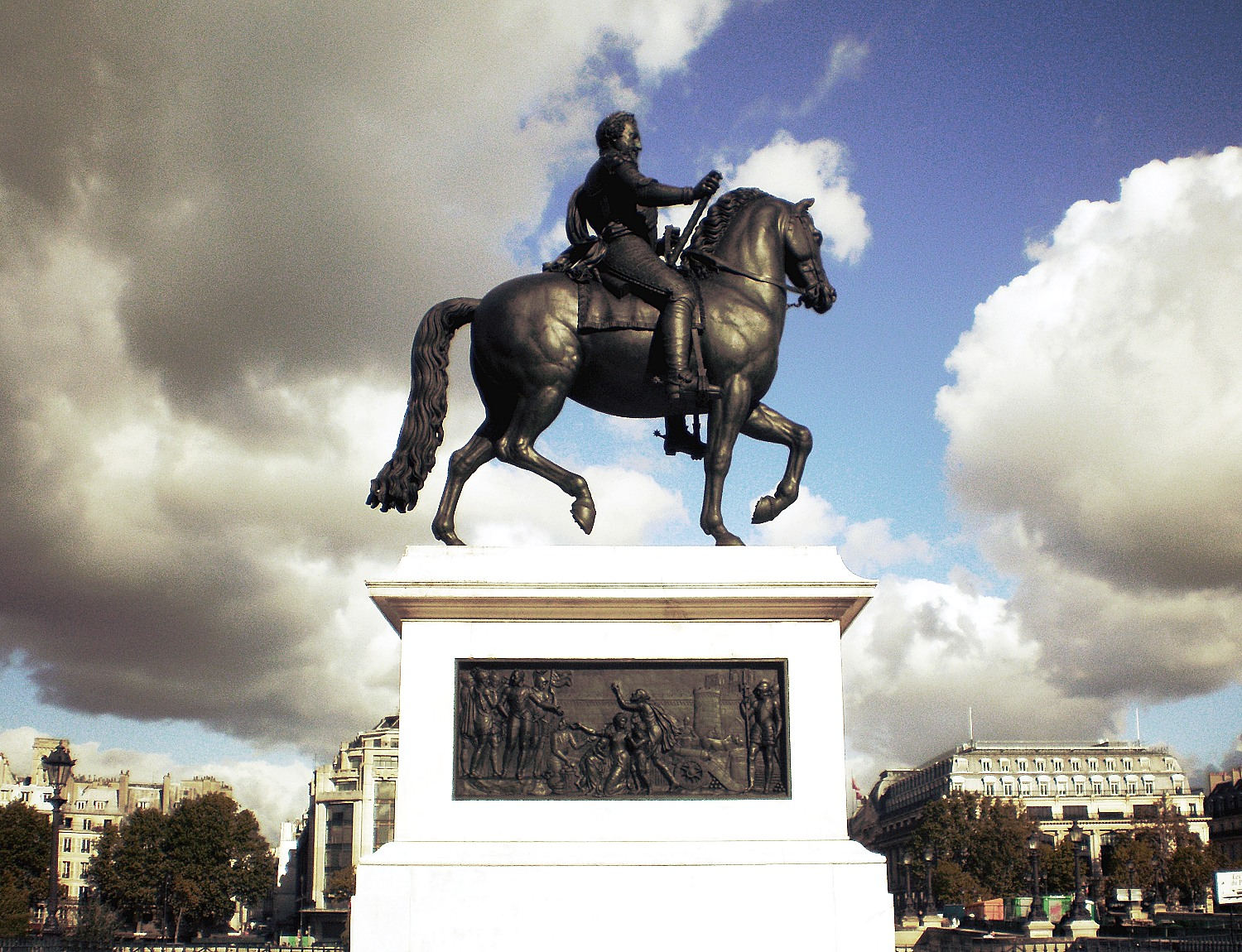
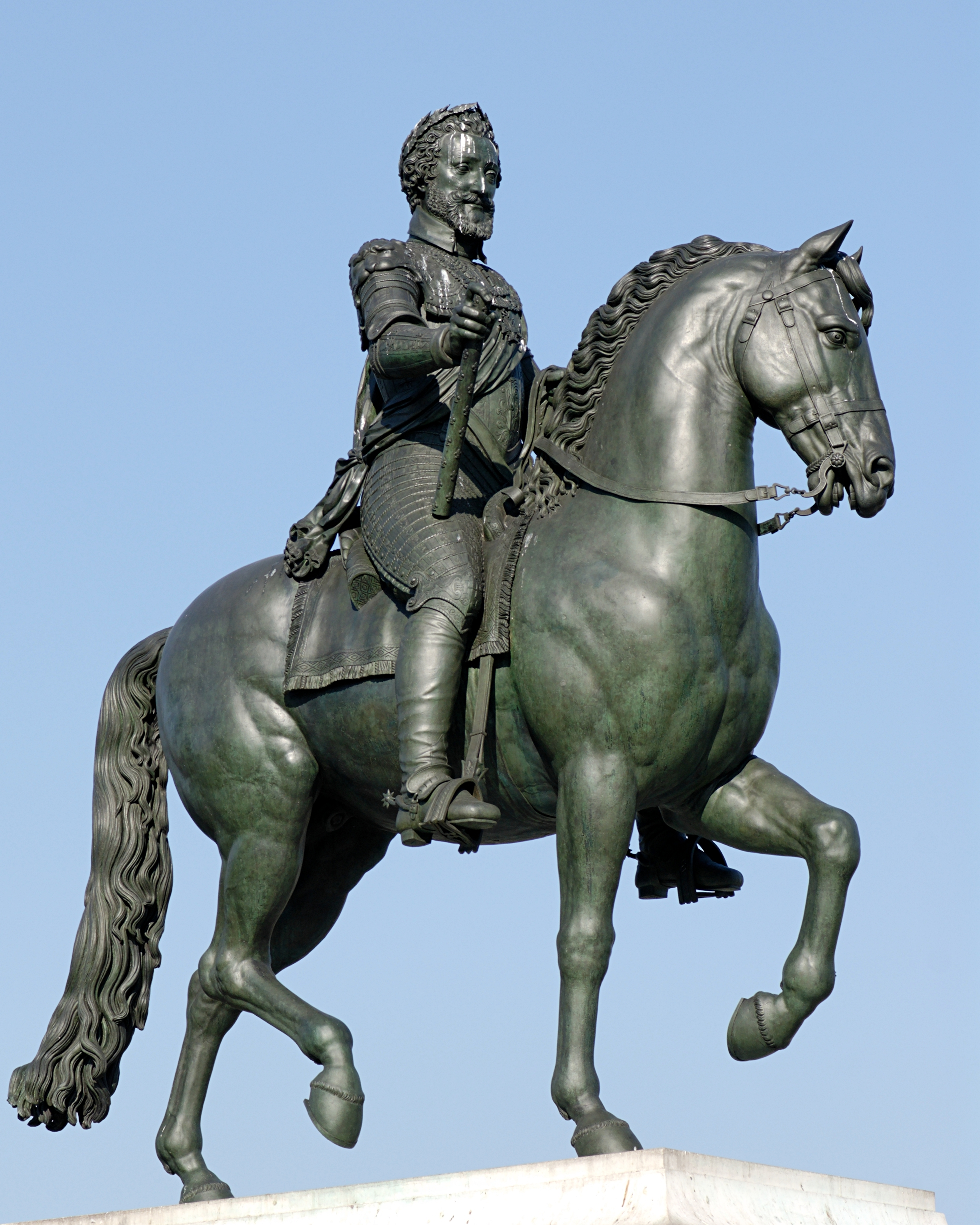
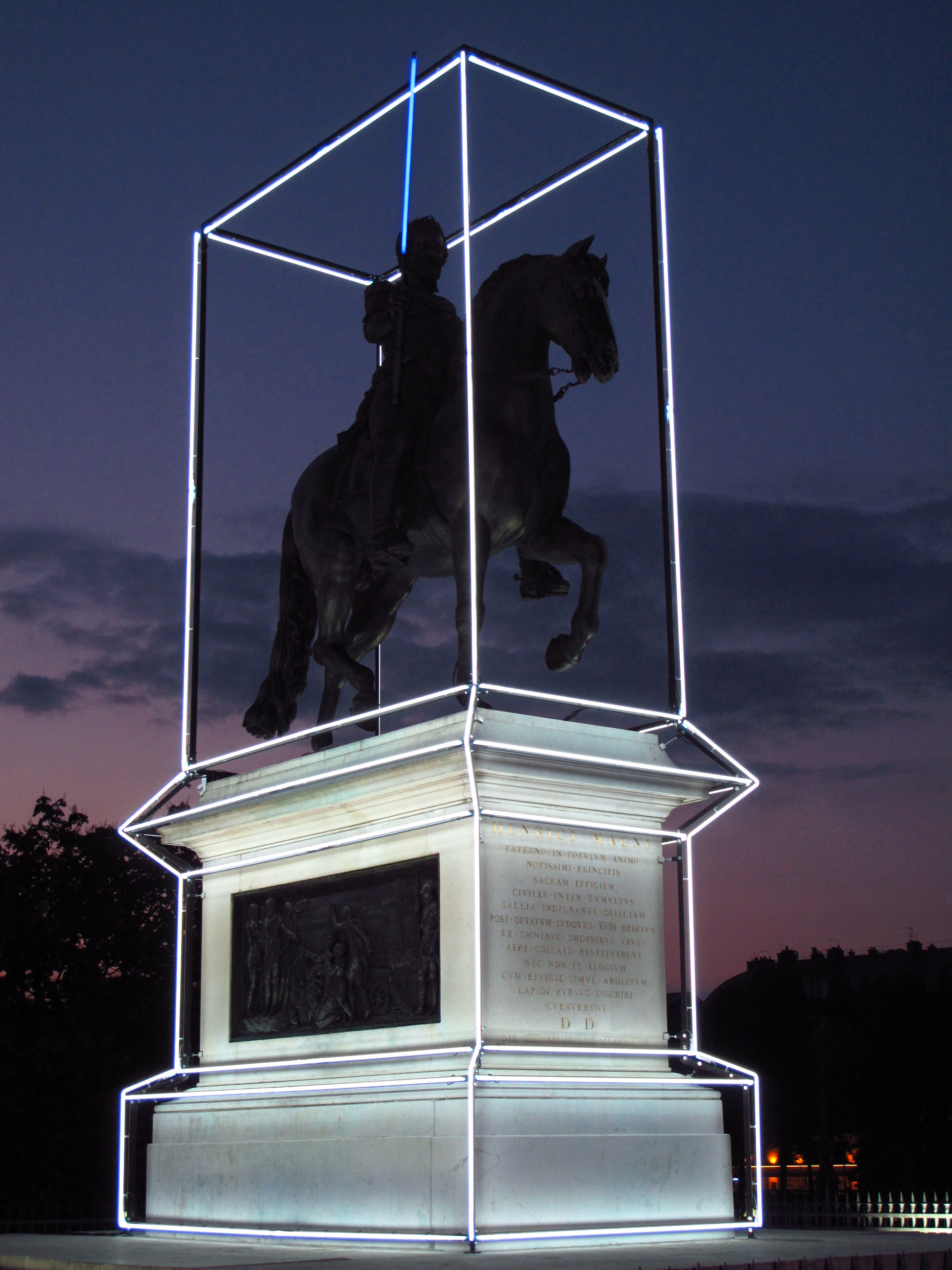
Instalación conmemorativa del 400 aniversario de la muerte del rey, realizada por Jean-Charles de Castelbajac.